# Liste der Naturdenkmale in Weisenheim am Sand
Die Liste der Naturdenkmale in Weisenheim am Sand nennt die im Gemeindegebiet von Weisenheim am Sand ausgewiesenen Naturdenkmale (Stand 4. März 2024).

## Naturdenkmale
| Nr.         | Bezeichnung        | Lage                                                                                   | Beschreibung | Bild                                    |
| ----------- | ------------------ | -------------------------------------------------------------------------------------- | ------------ | --------------------------------------- |
| ND-7332-199 | Schwarzer Herrgott | in der Waldgemarkung nordwestlich der Alten Schmelz; Abteilung Schwarzer Herrgott Lage | Felsengruppe | Direkt Bild zu diesem Denkmal hochladen |